# Dizhi

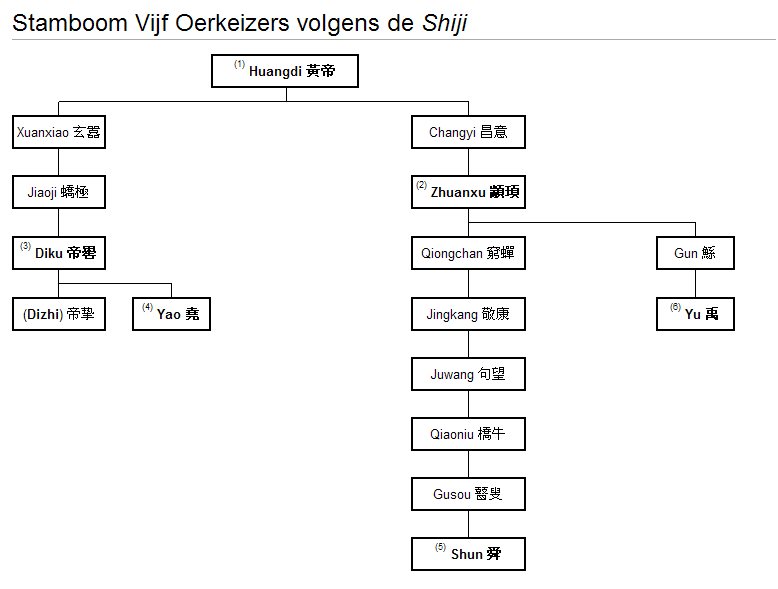
Stamboom van de Vijf Oerkeizers volgens de Shiji.

Dizhi of Di Zhi (Keizer Zhi) is een figuur uit de Chinese mythologie. Volgens de Shiji was hij de opvolger van Diku, een van de Vijf Oerkeizers. Zijn regering werd als zwak en onwaardig beoordeeld, zodat hij niet werd meegeteld als Oerkeizer.
De moeder van Dizhi was Changyi (常儀) van de Quzi-clan (娵訾氏). Zij was de vierde (en daarmee in rang laagste) vrouw van Diku. Volgens de Diwang shiji (帝王世紀, 'Genealogische optekening van keizers en koningen', samengesteld door Huangfu Mi, 皇甫謐, 215-282) was Zhi de oudste zoon van Diku en daarom zijn opvolger. Dizhi beleende zijn jongere (half)broer Fangxun (de latere Keizer Yao) met het gebied Tang zodat Fangxun vanaf dat moment de titel Taotang shi (陶唐氏) of markgraaf van Tang (唐侯, Tang hou) voerde. Volgens de Bamboe-annalen gebeurde deze toekenning echter door Diku in zijn 45e regeringsjaar.
Volgens zowel de Shiji als de Bamboe-annalen regeerde hij negen jaar, waarna hij overleed (de Shiji gebruikt het woord 崩, bēng, instorten). Volgens een fragment van de Diwang shiji onderwierp Dizhi zich echter aan zijn jongere halfbroer toen hij bemerkte dat zijn halfbroer meer deugd bezat. Die begreep dat hij daarmee het Hemels Mandaat had verkregen en accepteerde de troon. Dizhi werd beleend met Gaoxin (高辛), dat overeenkwam met Tangxian (唐縣) in Dingzhou. Deze traditie zou nog zijn doorgegeven aan Wei Hong (衛宏) uit Donghai (東海), specialist voor het Boek der Liederen aan het hof van keizer Guangwu (r. 25-57), maar daarna zou doorgifte zijn gestopt.